# Rue Pecquay
Rue Pecquay är en gata i Quartier Saint-Merri i Paris 4:e arrondissement. Rue Pecquay, som börjar vid Rue des Blancs-Manteaux 34 och slutar vid Rue Rambuteau 5, är uppkallad efter Jean Piquet de la Haye (död omkring 1420), skattmästare samt rådgivare åt Karl VI.

## Omgivningar
- Notre-Dame-des-Blancs-Manteaux
- Clos des Blancs-Manteaux
- Rue des Blancs-Manteaux
- Rue des Guillemites
- Fontaine des Guillemites
- Saint-Gervais-Saint-Protais
- Square Charles-Victor-Langlois
- Impasse des Arbalétriers
- Impasse de l'Hôtel-d'Argenson
- Jardin des Rosiers – Joseph-Migneret
- Rue des Singes
- Rue de l'Abbé-Migne

## Bilder
| - Notre-Dame-des-Blancs-Manteaux. - Clos des Blancs-Manteaux. - Square Charles-Victor-Langlois. |

| - Fontaine des Guillemites. - Rue de l'Abbé-Migne. |

## Kommunikationer
- Tunnelbana – linjerna   – Hôtel de Ville
- Tunnelbana – linje  – Rambuteau
- Busshållplats Archives – Rambuteau – Paris bussnät, linje 75

### Webbkällor
- ”Rue Pecquay”. Mairie de Paris. http://www.v2asp.paris.fr/commun/v2asp/v2/nomenclature_voies/Voieactu/7157.nom.htm. Läst 23 april 2021.
- ”Rue Pecquay”. Les rues de Paris. https://www.parisrues.com/rues04/paris-04-rue-pecquay.html. Läst 23 april 2021.